# ALMA Awards
Pour les articles homonymes, voir Alma et Bravo.
Les American Latino Media Arts Awards ou ALMA Awards sont des récompenses américaines attribuées aux personnalités latinos dans le domaine du cinéma, de la télévision, de la musique et du design. Ils ont pris la suite des Bravo Awards. Fondées en 1995 sous le nom de Bravo Awards par le National Council of La Raza, elles ont pour but de promouvoir les représentations positives des Latinos dans le domaine du divertissement.

## Diffuseurs
- 1995-1996 : Fox
- 1998-2009 : ABC
- 2011-2012 : NBC
- 2013-2015 : MSNBC
- 2018- : Fuse

## Cérémonies
| Année     | Date              | Ville            | Présentateurs                            |                  |
| --------- | ----------------- | ---------------- | ---------------------------------------- | ---------------- |
| 1995      | 9 décembre 1995   | Los Angeles      | Jimmy Smits, Jennifer Lopez              |                  |
| 1996      | 14 décembre 1996  | Los Angeles      | Cheech Marin, Giselle Fernandez          |                  |
| 1997      | Pas de cérémonie  | Pas de cérémonie | Pas de cérémonie                         | Pas de cérémonie |
| 1998      | 19 avril 1998     | Pasadena         | Jimmy Smits, Daisy Fuentes               |                  |
| 1999      | 11 avril 1999     | Pasadena         | Benjamin Bratt                           |                  |
| 2000      | 15 avril 2000     | Pasadena         | Paul Rodriguez                           |                  |
| 2001      | 22 avril 2001     | Pasadena         | -                                        |                  |
| 2002      | 18 mai 2002       | Los Angeles      | Paul Rodriguez                           |                  |
| 2003-2005 | Pas de cérémonie  | Pas de cérémonie | Pas de cérémonie                         |                  |
| 2006      | 7 mai 2006        | Los Angeles      | Eva Longoria                             |                  |
| 2007      | 1er juin 2007     | Pasadena         | Eva Longoria                             |                  |
| 2008      | 17 août 2008      | Los Angeles      | Eva Longoria                             |                  |
| 2009      | 17 septembre 2009 | Santa Monica     | George Lopez, Eva Longoria, Selena Gomez |                  |
| 2010      | Pas de cérémonie  | Pas de cérémonie | Pas de cérémonie                         |                  |
| 2011      | 10 septembre 2011 | Santa Monica     | George Lopez, Eva Longoria, Selena Gomez |                  |
| 2012      | 16 septembre 2012 | Pasadena         | George Lopez, Eva Longoria, Selena Gomez |                  |
| 2013      | 27 septembre 2013 | Pasadena         | Eva Longoria, Mario López                |                  |
| 2014      | 10 octobre 2014   | Pasadena         | Eva Longoria, Mario López                |                  |
| 2015-2017 | Pas de cérémonie  | Pas de cérémonie | Pas de cérémonie                         | Pas de cérémonie |
| 2018      | 4 novembre 2018   | Los Angeles      | Wilmer Valderrama                        |                  |

## Catégories de récompense
- Prix ALMA (ALMA Award)
- Film préféré (Favorite Movie)
- Meilleur film (Outstanding Motion Picture)
- Meilleur réalisateur (Outstanding Director - Motion Picture / Outstanding Director in a Motion Picture)
- Meilleur réalisateur pour un long métrage  (Outstanding Director of a Feature Film)
- Meilleur acteur dans un film (Actor in Film / Outstanding Actor - Motion Picture)
- Meilleure actrice dans un film (Actress in Film / Outstanding Actress - Motion Picture)
- Meilleur acteur dans un long métrage (Outstanding Actor in a Feature Film)
- Meilleure actrice dans un long métrage (Outstanding Actress in a Feature Film)
- Acteur de cinéma préféré – Drame/Aventure (Favorite Movie Actor - Drama/Adventure)
- Actrice de cinéma préférée – Drame/Aventure (Favorite Movie Actress - Drama/Adventure)
- Acteur de cinéma préféré dans un second rôle (Favorite Movie Actor: Supporting Role)
- Actrice de cinéma préférée dans un second rôle (Favorite Movie Actress: Supporting Role)
- Meilleur acteur dans un long métrage dans un rôle croisé (Outstanding Actor in a Feature Film in a Crossover Role)
- Meilleur acteur de second rôle dans un long métrage (Outstanding Supporting Actor in a Motion Picture)
- Meilleure actrice de second rôle dans un long métrage (Outstanding Supporting Actress in a Motion Picture)
- Meilleur scénario (Outstanding Screenplay - Motion Picture)
- Meilleure chanson dans une bande originale de film (Outstanding Song in a Motion Picture Soundtrack)
- Meilleure chanson pour un long métrage (Outstanding Performance of a Song for a Feature Film)
- Excellence en maquillage à la télévision et au cinéma (Excellence in Make-Up in Television and Film)
- Meilleur film étranger (Outstanding Foreign Film)

## Palmarès 1998

### Meilleure actrice dans un long métrage
- Rachel Ticotin pour le rôle de la garde Sally Bishop dans Les Ailes de l'enfer (Con Air)

## Palmarès 1999

### Meilleur acteur dans un long métrage
- Cheech Marin pour le rôle de Ignacio dans Paulie, le perroquet qui parlait trop (Paulie)

### Meilleure actrice dans un long métrage dans un rôle croisé
- Trini Alvarado pour le rôle de Marie Alweather (adulte) dans Paulie, le perroquet qui parlait trop (Paulie)

## Palmarès 2000

### Meilleur acteur dans un long métrage
- Antonio Banderas pour le rôle de Ahmed Ibn Fahdlan dans Le 13e Guerrier (The 13th Warrior)

## Palmarès 2002

### Meilleur film
- Spy Kids

### Meilleur réalisateur
- Robert Rodriguez pour Spy Kids

### Meilleur acteur
- Antonio Banderas pour le rôle de Gregorio Cortez dans Spy Kids

### Meilleur acteur de second rôle dans un long métrage
- Clifton Collins Jr. pour le rôle de Caporal Ramon Aguilar dans Le Dernier Château (The Last Castle)

### Meilleur scénario
- Spy Kids – Robert Rodriguez

### Meilleure chanson dans une bande originale de film
- Spy Kids – Los Lobos (pour la chanson "Oye Como Spy")

### Excellence en maquillage à la télévision et au cinéma
- Scary Movie 2 – Rebecca DeHerrera

## Palmarès 2009

### Meilleur acteur dans un film
- Cheech Marin pour le rôle de Eddie dans La Montagne ensorcelée (Race to Witch Mountain)
- Ramon Rodriguez pour le rôle de Leo Spitz dans Transformers 2 : La Revanche (Transformers: Revenge of the Fallen)

### Meilleure actrice dans un film
- Eva Mendes pour le rôle de Sand Saref dans The Spirit

## Palmarès 2011

### Film préféré
- Spy Kids 4 : Tout le temps du monde (Spy Kids: All the Time in the World)

### Actrice de cinéma préférée – Drame/Aventure
- Pirates des Caraïbes : La Fontaine de Jouvence (Pirates of the Caribbean: On Stranger Tides) – Penélope Cruz